# Marine der Republik China
Die Marine der Republik China (chinesisch 中華民國海軍 Zhōnghuá Mínguó Hǎijūn, englisch Republic of China Navy, abgekürzt ROCN) ist die Seestreitmacht der Streitkräfte der Republik China (Taiwan).
Sie hat eine Stärke von etwa 35.000 Soldaten (inkl. Marineflieger), der zusätzlich noch die Marineinfanterie mit 10.000 Angehörigen untersteht.

## Organisation der Seestreitkräfte
Die Marine gliedert sich in Flottenkommando und Marinefliegerkommando. Ihnen unterstehen:
- Flottenkommando (größtenteils in Schwadronen (Marinegeschwader) gegliedert):
  - 124. Angriffsschwadron
  - 142. Unterstützungsschwadron
  - 146. Angriffsschwadron
  - 151. Amphibische Schwadron
  - 168. Wachschwadron
  - 192. Minenkampfschwadron
  - 256. U-Boot-Einheit
  - Schnellbootgruppe
  - „Hai-Feng“-Lenkwaffengruppe
- Marinefliegerkommando:
  - 1. Marinefliegergeschwader (133. Gruppe und 134. Gruppe)
  - 2. Marinefliegergeschwader (501. Hubschraubergruppe, 701. Hubschraubergruppe und 702. Hubschraubergruppe)
  - Instandsetzungeinheit (3 Instandsetzungsgruppen)

## Stützpunkte
Marinehäfen bestehen in Hualien, Kaohsiung, Zuoying, Makung, Keelung und Su’ao. Die Marineflieger betreiben Fliegerhorste in Hualien (Hauptquartier) und Tsoying. In Kaohsiung betreibt die Marine eine eigene Werft.

## Ausrüstung

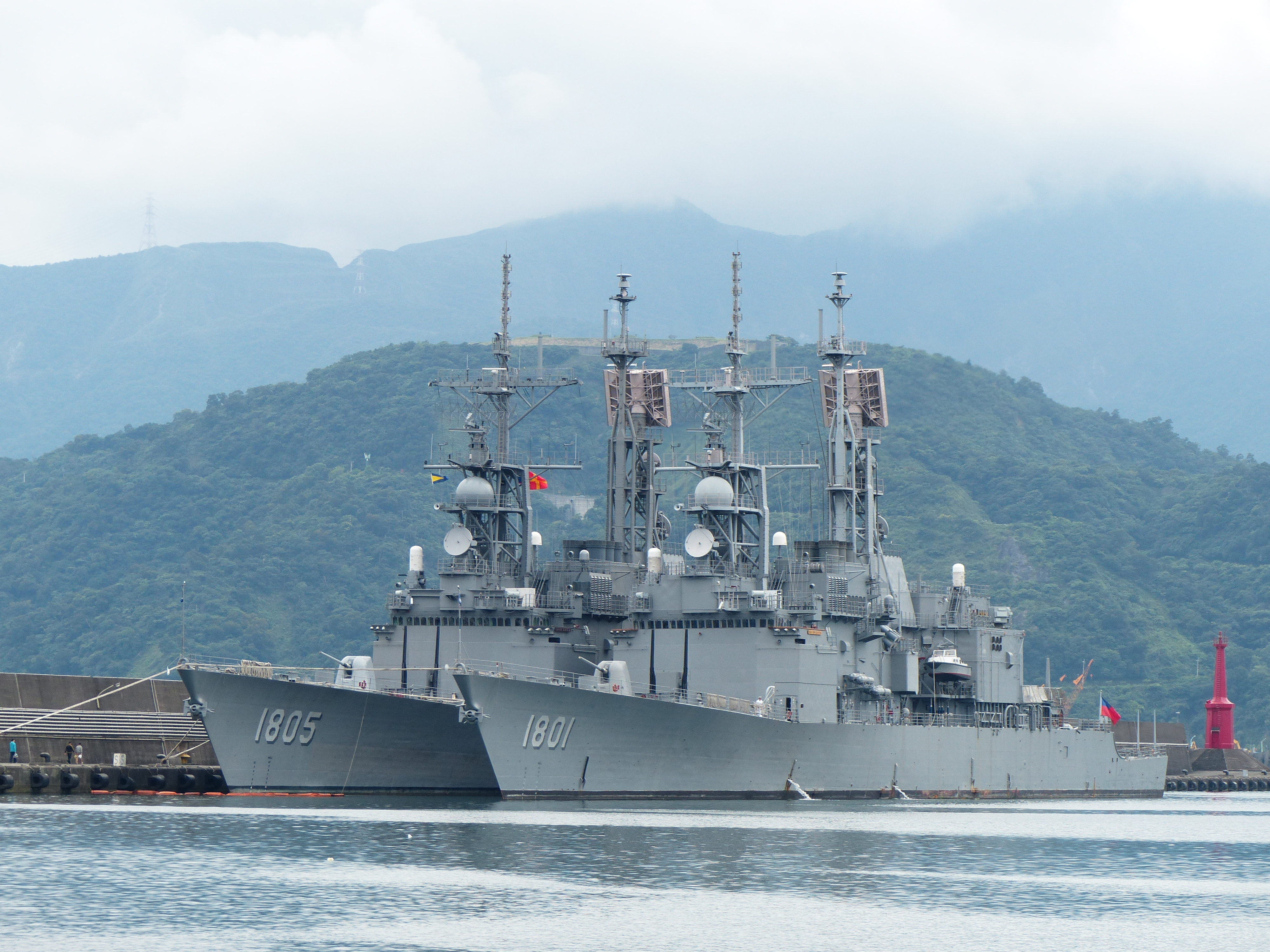
Zerstörer Kee Lung und Ma Kong

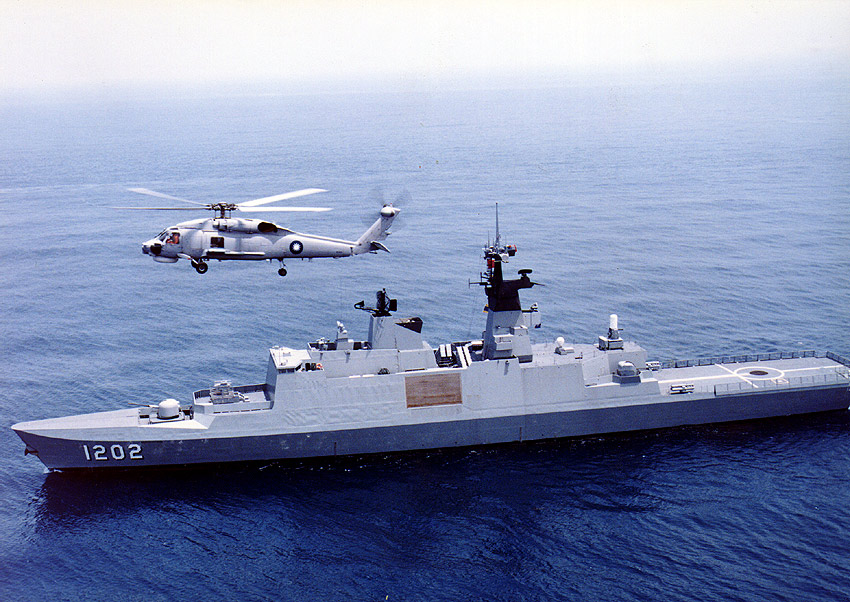
Fregatte Kang Ding

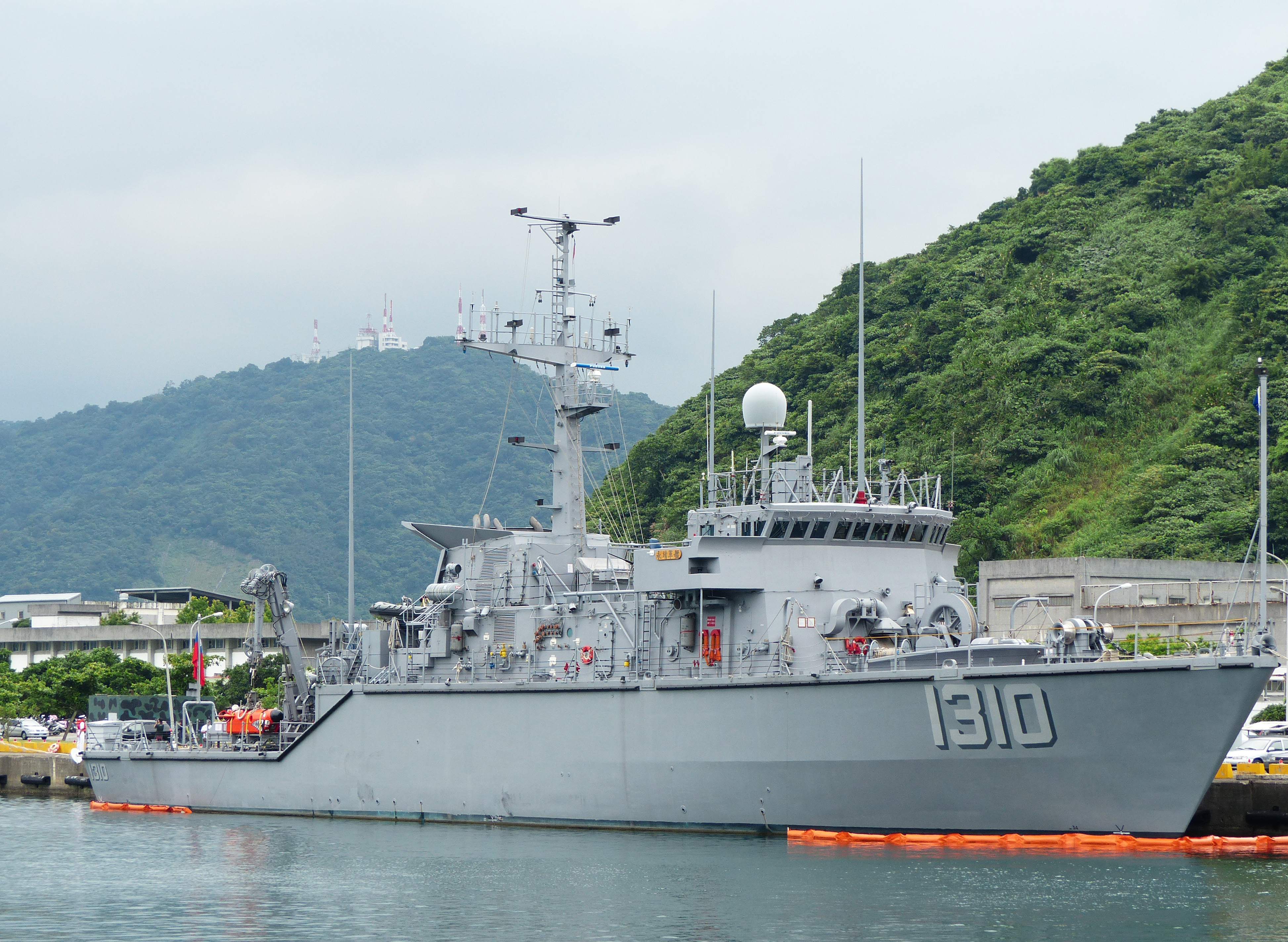
Minenjagdboot Yung Jin

### Zerstörer und Fregatten
- 4 Zerstörer der Kee-Lung-Klasse
- 6 Fregatten der Kang-Ding-Klasse
- 10 Fregatten der Cheng-Kung-Klasse
- 5 Fregatten der Chi-Yang-Klasse
- 0 Fregatten der New Generation Light Frigate (2 in Bau und weitere 10 in Planung)

### U-Boote
- 1 Boot der Hai-Kun-Klasse (in Ausrüstung, weitere 7 Boote geplant)
- 2 Boote der Hai-Lung-Klasse (Hai Lung und Hai Hu)
- 2 Boote der Hai-Shih-Klasse (Hai Shih und Hai Bao)

### Patrouillenfahrzeuge
- 7 Korvetten der Tuo-Chiang-Klasse (weitere 5 in Planung)
- 6 Korvetten der Ching-Chiang-Klasse
- 31 Schnellboote der Kuang-Hua-VI-Klasse
- 4 Minenleger der Min-Jiang-Klasse

### Minenabwehrfahrzeuge
- 2 Boote der Yung-Jin-Klasse
- 4 Boote der Yung-Feng-Klasse

### Amphibische Einheiten
- 1 Docklandungsschiff der Yu-Shan-Klasse (weitere 3 in Planung)
- 1 Docklandungsschiff der Hsu-Ha-Klasse
- 2 Panzerlandungsschiffe der Chung-Ho-Klasse
- 5 Landungsboote der Ho-Shan-Klasse
- 5 Landungsboote der He-Cheng-Klasse

### Luftfahrzeuge
Die Marineflieger der Republik China betreiben 24 Hubschrauber (Stand Ende 2023).
| Luftfahrzeuge            | Herkunft           | Bild         | Verwendung            | Version        | Aktiv        | Bestellt     | Anmerkungen                        |
| Hubschrauber             | Hubschrauber       | Hubschrauber | Hubschrauber          | Hubschrauber   | Hubschrauber | Hubschrauber | Hubschrauber                       |
| ------------------------ | ------------------ | ------------ | --------------------- | -------------- | ------------ | ------------ | ---------------------------------- |
| Sikorsky UH-60           | Vereinigte Staaten |              | U-Jagdhubschrauber    | S-70C(M)MH-60R | 170          | 0 12         |                                    |
| Hughes OH-6              | Vereinigte Staaten |              | Mehrzweckhubschrauber | MD 500         | 7            |              | Sollen durch MH-60R ersetzt werden |
| Unbemannte Luftfahrzeuge |                    |              |                       |                |              |              |                                    |
| NCSIST Albatross         | Taiwan             |              | Aufklärungsdrohne     |                | >26          |              |                                    |

## Marineinfanterie

Flagge der Marineinfanterie der Republik China

Die Marineinfanterie der Republik China (chinesisch 中華民國海軍陸戰隊 Zhōnghuá Mínguó Hǎijūnlùzhàndùi, englisch Republic of China Marine Corps, abgekürzt ROCMC) untersteht dem Marinekommando. Sie gliedert sich in zwei Brigaden: ein amphibisches Regiment und ein Logistikregiment. Zur Erfüllung ihrer Aufgaben verfügt sie, unabhängig von der Marine, über amphibische Truppentransporter des Typs LVTP-51A1.

## Dienstgrade und Dienstgradabzeichen

### Offiziere
| Dienstgradgruppe                  | Flaggoffiziere                 | Flaggoffiziere                 | Flaggoffiziere      | Flaggoffiziere     | Stabsoffiziere   | Stabsoffiziere   | Stabsoffiziere   | Subalternoffiziere | Subalternoffiziere   | Subalternoffiziere | Subalternoffiziere |
| --------------------------------- | ------------------------------ | ------------------------------ | ------------------- | ------------------ | ---------------- | ---------------- | ---------------- | ------------------ | -------------------- | ------------------ | ------------------ |
| Ärmelabzeichen und Schulterstücke |                                |                                |                     |                    |                  |                  |                  |                    |                      |                    |                    |
| Dienstgrad                        | 一級上將 (It-kip siōng-chiòng) | 二級上將 (Jī-kip siōng-chiòng) | 中將 (Tiong-chiòng) | 少將 (Siáu-chiòng) | 上校 (Siōng-hāu) | 中校 (Tiong-hāu) | 少校 (Siáu-hāu)  | 上尉 (Siōng-ùi)    | 中尉 (Tiong-ùi)      | 少尉 (Siáu-ùi)     |                    |
| Dienstgrad (Bundeswehr)           | Admiral                        | Admiral                        | Vizeadmiral         | Konteradmiral      | Kapitän zur See  | Fregattenkapitän | Korvettenkapitän | Kapitänleutnant    | Oberleutnant zur See | Leutnant zur See   |                    |
| NATO-Rangcode                     | OF-9                           | OF-9                           | OF-8                | OF-7               | OF-5             | OF-4             | OF-3             | OF-2               | OF-1                 | OF-1               |                    |

### Unteroffiziere und Mannschaften
| Dienstgradgruppe                  | Unteroffiziere und Mannschaften  | Unteroffiziere und Mannschaften  | Unteroffiziere und Mannschaften   | Unteroffiziere und Mannschaften | Unteroffiziere und Mannschaften | Unteroffiziere und Mannschaften                             | Unteroffiziere und Mannschaften | Unteroffiziere und Mannschaften | Unteroffiziere und Mannschaften |
| --------------------------------- | -------------------------------- | -------------------------------- | --------------------------------- | ------------------------------- | ------------------------------- | ----------------------------------------------------------- | ------------------------------- | ------------------------------- | ------------------------------- |
| Ärmelabzeichen und Schulterstücke |                                  |                                  |                                   |                                 |                                 |                                                             |                                 |                                 |                                 |
| Dienstgrad                        | 一等士官長 (Yīděng shìguānzhǎng) | 二等士官長 (Èrděng shìguānzhǎng) | 三等士官長 (Sānděng shìguānzhǎng) | 上士 (Shàngshì)                 | 中士 (Zhōngshì)                 | 下士 (Xiàshì)                                               | 上等兵 (Shàngděngbīng)          | 一等兵 (Yīděngbīng)             | 二等兵 (Èrděngbīng)             |
| Dienstgrad (Bundeswehr)           | Oberstabsbootsmann               | Stabsbootsmann                   | Hauptbootsmann                    | Oberbootsmann/ Bootsmann        | Obermaat/ Maat                  | Stabskorporal/ Korporal/ Oberstabsgefreiter/ Stabsgefreiter | Hauptgefreiter/ Obergefreiter   | Gefreiter                       | Matrose                         |
| NATO-Rangcode                     | OR-9                             | OR-8                             | OR-7                              | OR-6                            | OR-5                            | OR-4                                                        | OR-3                            | OR-2                            | OR-1                            |